# 聖ペテロとパウロの教区教会 (オーバーアマガウ)

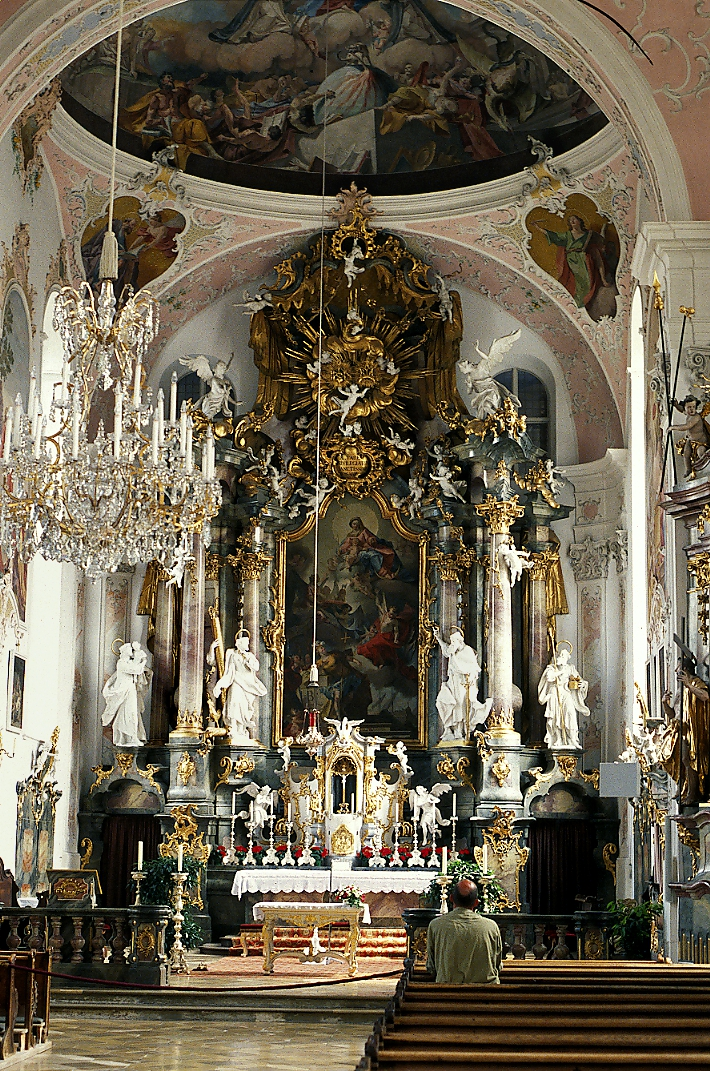

聖ペテロとパウロの教区教会はオーバーアマガウにあるカトリックの教区教会でバイエルン州ガルミッシュ＝パルテンキルヒェン地区に属する。この教会は南ドイツのバロック様式の重要な例とされる。1735年から1749年にJoseph Schmuzerの建築計画に従って建てられた。彫刻はFranz Xaver Schmädlが、絵画とフレスコ画はMatthäus Güntherが担当した。このコミュニティはミュンヘンとフライジングの大司教区に属している。

## 歴史
9世紀にはプレロマネスク様式を持つ前の教会が建てられていたと考えられているが、さらにその前には木造の教会が建てられていたと考えられている。その頃Welfe Ethikoは修道院の共同体での生活から12人の同業者たちと共に引退した。12世紀のChronicon von WeingartenによるとEthikoはアマガウに教会を建てたことが記されている。彼と彼の同業者たちはここに埋葬された。1167年にはプリンス修道院 (ケンプテン)に教会の贈呈権を持つ12個の農場が寄贈された。1295年と1362年にはロッテンブーフ修道院に所持された。オーバーアマガウのすべての牧師は1432年から1802年の修道院の世俗化まで追跡でき、それによると彼らは全員アウグスティヌス会の修道士だった。

## 設備

### オルガン
1893年にオルガン製造会社であるG. F. Steinmeyer & Co.によって2つのマニュアル楽器と30のストップ付きで建造された。後にこのオルガンは拡張され、44のストップと3つのマニュアルにペダルが付けられている。

## 関連文献
Pörnbacher, Hans (2013), Catholic Parish Church Oberammergau (2nd ed.), ISBN 978-3-89870-834-0